# Lophotriccus eulophotes
El cimerillo crestilargo (Lophotriccus eulophotes), también denominado pico chato de copete largo o tirano-pigmeo de cresta larga (en Perú), es una especie de ave paseriforme de la familia Tyrannidae perteneciente al género Lophotriccus. Es nativo de América del Sur, en el occidente de la cuenca amazónica.

## Distribución y hábitat
Se distribuye por el suroeste de la Amazonia brasileña (cuenca del río Purús), sureste de Perú (sur de Ucayali, Madre de Dios) y noroeste de Bolivia (Pando).
Esta especie es considerada rara y local en su hábitat natural: el sotobosque y los bordes de selvas de transición y bosques pantanosos dominados por enmarañados de bambú Guadua, entre los 250 y los 400  m de altitud.

## Sistemática

### Descripción original
La especie L. eulophotes fue descrita por primera vez por el ornitólogo estadounidense Walter Edmond Clyde Todd en 1925 bajo el mismo nombre científico; su localidad tipo es: «Hyutanahan, Río Purús, Brasil». El holotipo, un macho adulto colectado el 23 de diciembre de 1921, se encuentra depositado en el Museo Carnegie de Historia Natural bajo el número CM 86653.

### Etimología
El nombre genérico masculino «Lophotriccus» se compone de las palabras del griego «lophos»: ‘cresta’, y «trikkos»: pequeño pájaro no identificado; en ornitología, triccus significa «atrapamoscas tirano»; y el nombre de la especie «eulophotes» se compone de las palabras del griego  «eulophos» que significa ‘bien emplumado’ o ‘bien crestado’, y «otēs» que significa ‘presentando’.

### Taxonomía
La presente especie fue algunas veces tratada como conespecífica con Lophotriccus vitiosus. Es monotípica.